# Cratere Vertregt
Vertregt è un grande cratere lunare di 172,76 km situato nella parte sud-occidentale della faccia nascosta della Luna.